# Lambda del Centaure
Lambda del Centaure (λ Centauri) és un estel a la constel·lació de Centaure de magnitud aparent +3,12 que es troba a 420 anys llum del sistema solar. És membre del subgrup «Centaurus Inferior-Crux», dins de la gran Associació estel·lar d'Scorpius-Centaurus.
Lambda del Centaure és un gegant blanc-blavenc de tipus espectral B9III. Té una temperatura efectiva d'aproximadament 10.170 K i llueix amb una lluminositat, inclosa la radiació ultraviolada emesa, 955 vegades major que la lluminositat solar. Amb un radi 10 vegades més gran que el del Sol, gira sobre si mateix amb una velocitat de rotació projectada de 185 km/s, a la qual correspon un període de rotació inferior a 2,7 dies. Té una massa 4,5 vegades major que la massa solar i una edat aproximada de 125 milions d'anys.
Lambda del Centaure presenta un contingut metàl·lic diferent al del Sol. La seva abundància relativa de ferro és 2,6 vegades major que la solar ([Fe/H] = +0,41), «sobreabundància» observada també en altres metalls com calci, níquel, sodi i zirconi. El contingut d'aquest últim element és gairebé deu vegades superior al del Sol. Per contra, i igual que en altres estels de l'Associació estel·lar Centaurus Inferior-Crux, el carboni i el silici són una mica menys abundants que en el Sol.
Lambda del Centaure té un company estel·lar, visualment separada d'ella 0,73 segons d'arc, de magnitud aparent +6,8. Pot ser un estel de classe A mitjana amb una massa aproximadament doble de la massa solar. La seva separació mitjana respecte a la primària és d'almenys 90 ua, emprant més de 335 anys a completar una òrbita al voltant d'ell.